# Rosochate Kościelne
Rosochate Kościelne – wieś w Polsce położona w województwie podlaskim, w powiecie wysokomazowieckim, w gminie Czyżew.
W latach 1975–1998 miejscowość administracyjnie należała do województwa łomżyńskiego.
Miejscowość jest siedzibą parafii rzymskokatolickiej św. Doroty, należącej do metropolii białostockiej, diecezji łomżyńskiej, dekanatu Czyżew. W pobliżu znajduje się cmentarz parafialny.

## Historia

### Historia wsi
Wieś założona przy ujściu rzeczki Święcienicy do Broku w pobliżu grodu w Święcku.
Około roku 1414 ponownie kolonizowana na 60 włókach przez braci Jana i Jakuba z Kleczkowa z obowiązkiem służby drobnego rycerstwa. Wymienieni byli protoplastami Rosochackich herbu Prus, do których w roku 1673 należało 12 z 19 działów wsi.
Jeszcze w XVI wieku nazywana jako Rosochate-Święcienica.
W 1783 zamieszkiwana przez dwadzieścia rodzin szlacheckich o różnych nazwiskach.
W roku 1827 w miejscowość liczyła 9 domów i 67 mieszkańców. Pod koniec XIX w. należała do powiatu ostrowskiego, gmina Dmochy-Glinki. We wsi znajdowały się: szkółka początkowa, 30 domów i 236 mieszkańców (włościanie i drobna szlachta).
W 1921 r. naliczono tu 83 budynki z przeznaczeniem mieszkalnym oraz 500 mieszkańców (239 mężczyzn i 261 kobiet). Narodowość polską podało 452 osób, a 48 żydowską.

### Historia kościoła
Pierwszy, znany z dokumentów kościół drewniany ufundowali założyciele wsi Jan i Jakub. Parafia powstała prawdopodobnie w zbliżonym czasie, jednak dokumenty fundacyjne zaginęły. Istnienie parafii potwierdzone w roku 1458.
Kolejny kościół wznoszono w dwóch fazach. Najpierw zbudowano prezbiterium z piętrową zakrystią a później korpus nawowy. Ukończenie budowy prawdopodobnie w roku 1546, proboszcz Serafin Świerżowski. Według opisu z roku 1609 nawy boczne były sklepione, główna i prezbiterium przykryte stropem.
Wielokrotnie remontowany i przemurowywany, między innymi w 1690, 1775, 1807, 1853. W roku 1781 spłonął dach, stropy i wystrój wnętrza.
W czasie pierwszej wojny światowej uszkodzony pociskiem artyleryjskim. Odbudowany według założeń Oskara Sosnowskiego. Wtedy też na wzór kościoła w Kleczkowie wykonano nowy szczyt w elewacji zachodniej. Wewnątrz wydzielono kruchtę pod chór muzyczny.
Spalony w roku 1944, odbudowany pod kierunkiem Piotra Kozińskiego w latach 1946–1949.

## Obiekty zabytkowe
- kościół parafialny pw. św. Doroty

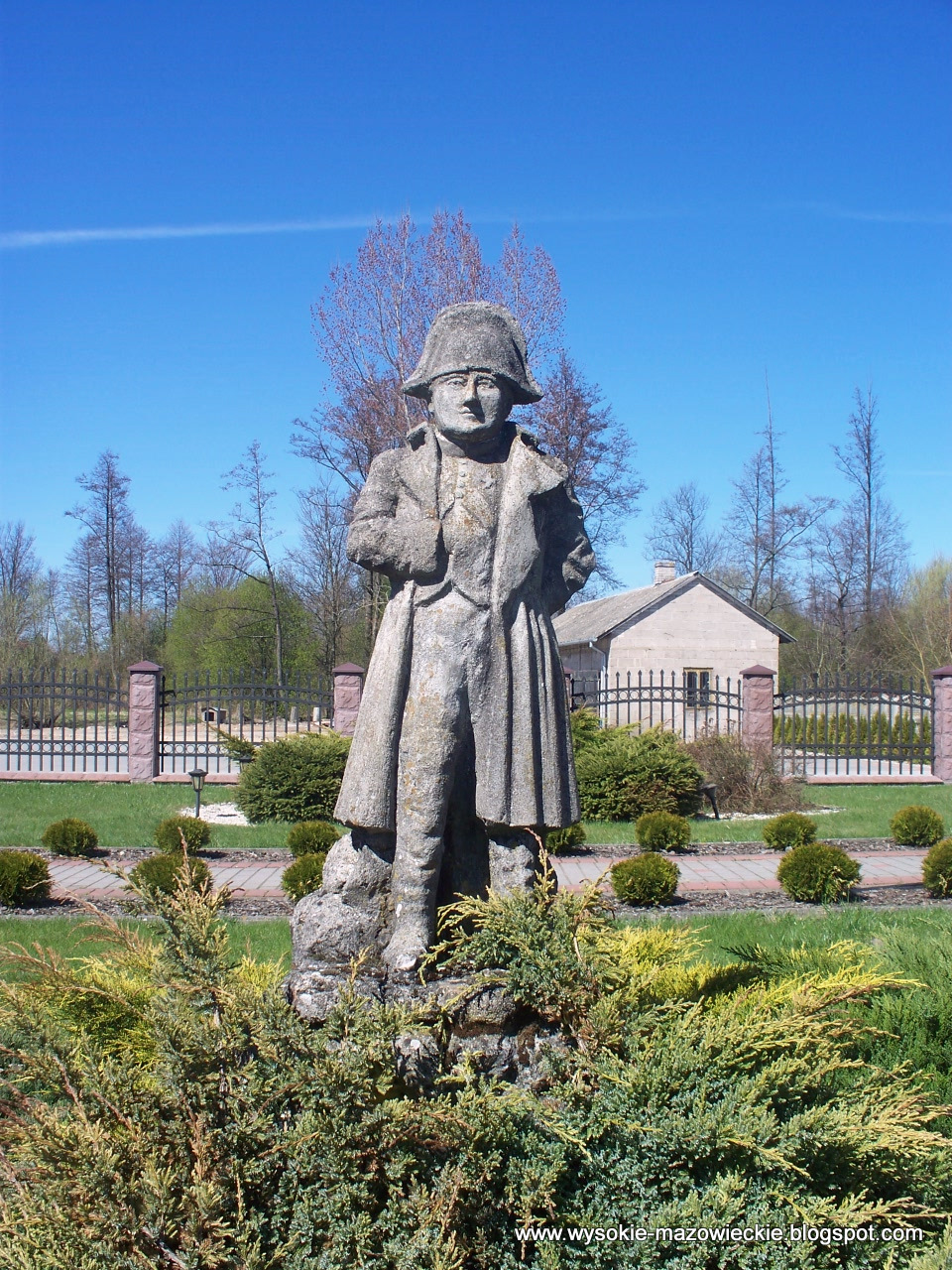
Pomnik Napoleona Bonaparte

- barokowa dzwonnica drewniana z roku 1775. Dzwony renesansowe z datą 1574
- na cmentarzu grzebalnym stara kropielnica drążona w granicie
- na skraju wsi krzyż przydrożny z datą 1883[8]

## Urodzeni w Rosochatem Kościelnem
- Henryk Skarżyński, profesor medycyny, twórca warszawskiego Instytutu Fizjologii i Patologii Słuchu